# Gran Premio de Yugoslavia de Motociclismo de 1974
El Gran Premio de Yugoslavia de Motociclismo de 1974 fue la decimoprimera y penúltima prueba de la temporada 1974 del Campeonato Mundial de Motociclismo. El Gran Premio se disputó el 8 de septiembre de 1974 en el Circuito de Opatija.
La carrera estuvo teñida de tragedia cuando, en la carrera de 250cc, el piloto Billie Nelson se estrelló contra el público, hiriendo a algunos de ellos. Murió esa misma noche en el hospital.

## Resultados 350cc
En 350 c.c., victoria del italiano Giacomo Agostini, que obtiene de forma matemática el título mundial de la categoría. Este es el séptimo triunfo consecutivo en su cuenta particular.

| Pos. | Piloto             | Equipo          | Tiempo     | Pts. |
| ---- | ------------------ | --------------- | ---------- | ---- |
| 1    | Giacomo Agostini   | Yamaha          | 57.53.80   | 15   |
| 2    | John Dodds         | Yamaha          | 58.30.20   | 12   |
| 3    | Dieter Braun       | Yamaha          | 59.15.50   | 10   |
| 4    | Patrick Pons       | Yamaha          | 59.41.20   | 8    |
| 5    | Pentti Korhonen    | Yamaha          | 59.53.00   | 6    |
| 6    | Víctor Palomo      | Yamaha          | 1.00.13.80 | 5    |
| 7    | Bill Henderson     | Yamaha          | 1 Vuelta   | 4    |
| 8    | Olivier Chevallier | Yamaha          | 1 Vuelta   | 3    |
| 9    | Tom Herron         | Yamaha          | 1 Vuelta   | 2    |
| 10   | Armando Toracca    | Yamaha          | 1 Vuelta   | 1    |
| 11   | Ulrich Graf        | Yamaha          | 1 Vuelta   |      |
| 12   | Janos Reisz        | Yamaha          | 1 Vuelta   |      |
| 13   | Walter Villa       | Harley-Davidson | 1 Vuelta   |      |
| 14   | Helmut Kassner     | Yamaha          | 1 Vuelta   |      |
| 15   | Pentti Lehtelä     | Yamaha          | 1 Vuelta   |      |
| Ret  | Alex George        | Yamaha          | Ret        |      |
| Ret  | Michel Rougerie    | Harley-Davidson | Ret        |      |
| Ret  | Chas Mortimer      | Yamaha          | Ret        |      |
| Ret  | Teuvo Länsivuori   | Yamaha          | Ret        |      |
| Ret  | Gilles Husson      | Yamaha          | Ret        |      |
| DNS  | Billie Nelson      | Yamaha          | DNS        |      |

## Resultados 250cc
En el cuarto de litro, Walter Villa (Harley-Davidson) se lo tomó con calma ya que tenía asegurado el título. Por lo tanto, el equipo permitiría a su compañero, Michel Rougerie, que lo había apoyado bien en la temporada, que pugnase por la carrera. Pero ambos tuvieron que abandonar por problemas mecánicos. El japonés Takazumi Katayama al principio lideró la carrera pero se retiró debido a una rotura en el bastidor trasero. Mientras tanto, Chas Mortimer, que remontó desde el noveno puesto, superó a todos los líderes y se impuso por delante de Patrick Pons y Dieter Braun.
| Pos. | Piloto             | Equipo          | Tiempo   | Pts. |
| ---- | ------------------ | --------------- | -------- | ---- |
| 1    | Chas Mortimer      | Yamaha          | 51.03.40 | 15   |
| 2    | Patrick Pons       | Yamaha          | 51.09.50 | 12   |
| 3    | Dieter Braun       | Yamaha          | 51.09.60 | 10   |
| 4    | Hans Mühlebach     | Yamaha          | 51.40.20 | 8    |
| 5    | Rolf Minhoff       | Maico           | 51.43.20 | 6    |
| 6    | Pentti Korhonen    | Yamaha          | 51.43.20 | 5    |
| 7    | Víctor Palomo      | Yamaha          | 51.43.30 | 4    |
| 8    | Tom Herron         | Yamaha          | 52.04.80 | 3    |
| 9    | Thierry Tchernine  | Yamaha          | 52.43.00 | 2    |
| 10   | Leif Gustafsson    | Yamaha          | 53.01.70 | 1    |
| 11   | Kjell Solberg      | Yamaha          | 1 Vuelta |      |
| 12   | Bob Coulter        | Yamaha          | 1 Vuelta |      |
| 13   | Marijan Kosic      | Yamaha          | 1 Vuelta |      |
| 14   | Branko Bevanda     | Yamaha          | 1 Vuelta |      |
| Ret  | Billie Nelson      | Yamaha          | Ret      |      |
| Ret  | John Dodds         | Yamaha          | Ret      |      |
| Ret  | Rolf Minhoff       | Maico           | Ret      |      |
| Ret  | Michel Rougerie    | Harley-Davidson | Ret      |      |
| Ret  | Matti Salonen      | Yamaha          | Ret      |      |
| Ret  | Alex George        | Yamaha          | Ret      |      |
| Ret  | Walter Villa       | Harley-Davidson | Ret      |      |
| Ret  | Takazumi Katayama  | Yamaha          | Ret      |      |
| Ret  | Armando Toracca    | Yamaha          | Ret      |      |
| Ret  | Kent Andersson     | Yamaha          | Ret      |      |
| Ret  | Bruno Kneubühler   | Yamaha          | Ret      |      |
| Ret  | Olivier Chevallier | Yamaha          | Ret      |      |

## Resultados 125cc
En 125 cc., Otello Buscherini, que obtuvo la victoria en este Gran Premio, fue descalificado por irregularidades técnicas (tras la queja de Andersson). Su Malanca tenía una caja de cambios de siete velocidades, mientras que el reglamento de la FIM estipulaba que máximo seis. No se aceptó la justificación del equipo italiano (que propuso aflojar la cerradura que bloqueaba la séptima marcha).
| Pos. | Piloto             | Moto        | Tiempo   | Pts. |
| ---- | ------------------ | ----------- | -------- | ---- |
| 1    | Kent Andersson     | Yamaha      | 43.32.40 | 15   |
| 2    | Ángel Nieto        | Derbi       | 43.58.40 | 12   |
| 3    | Henk van Kessel    | Bridgestone | 44.33.40 | 10   |
| 4    | Harald Bartol      | Eigenbau    | 44.55.80 | 8    |
| 5    | Thierry Tchernine  | Yamaha      | 45.43.00 | 6    |
| 6    | Bruno Kneubühler   | Yamaha      | 48.04.30 | 5    |
| 7    | Pentti Salonen     | Yamaha      | 1 Vuelta | 4    |
| 8    | Rolf Minhoff       | Maico       | 1 Vuelta | 3    |
| 9    | Hans-Jürgen Hummel | Yamaha      | 1 Vuelta | 2    |
| 10   | Gianni Ribuffo     | DRS         | 1 Vuelta | 1    |
| 11   | Luigi Rinaudo      | Yamaha      | 1 Vuelta |      |
| 12   | Janos Reisz        | MZ          | 1 Vuelta |      |
| 13   | Geza Repitz        | MZ          | 1 Vuelta |      |
| 14   | Dave Stanley       | Yamaha      | 1 Vuelta |      |
| 15   | Keith Walley       | Yamaha      | 1 Vuelta |      |
| 16   | Benjamin Laurent   | Yamaha      | 1 Vuelta |      |
| 17   | Karel Gaber        | Maico       | 1 Vuelta |      |
| 18   | Jiri Kopitar       | Maico       | 1 Vuelta |      |
| 19   | Boja Miklos        | Maico       | 1 Vuelta |      |
| Ret  | Leif Gustafsson    | Maico       | Ret      |      |
| Ret  | Herbert Rittberger | Yamaha      | Ret      |      |
| Ret  | Pier Paolo Bianchi | Minarelli   | Ret      |      |
| DSQ  | Otello Buscherini  | Malanca     | DSQ      |      |

## Resultados 50cc
En 50 cc, el piloto holandés Henk van Kessel se convierte en el nuevo campeón del mundo de la categoría al conseguir su quinta victoria de la temporada. El joven belga Julien van Zeebroeck tuvo una caída fortuita que lo relegó a la novena posición. El alemán Herbert Rittberger y el suizo Stefan Dörflinger fueron segundo y tercero en este Gran Premio.
| Pos. | Piloto               | Moto        | Tiempo   | Pts. |
| ---- | -------------------- | ----------- | -------- | ---- |
| 1    | Henk van Kessel      | Kreidler    | 42.10.30 | 15   |
| 2    | Herbert Rittberger   | Kreidler    | 43.03.03 | 12   |
| 3    | Stefan Dörflinger    | Kreidler    | 43.22.65 | 10   |
| 4    | Gerhard Thurow       | Kreidler    | 43.38.43 | 8    |
| 5    | Rudolf Kunz          | Kreidler    | 44.30.03 | 6    |
| 6    | Claudio Lusuardi     | Villa       |          | 5    |
| 7    | Theo Timmer          | Jamathi     |          | 4    |
| 8    | Rolf Blatter         | Kreidler    | 1 Vuelta | 3    |
| 9    | Julien van Zeebroeck | Kreidler    | 1 Vuelta | 2    |
| 10   | Wolfgang Golembeck   | Kreidler    | 1 Vuelta | 1    |
| 11   | Günter Schirnhofer   | Kreidler    | 1 Vuelta |      |
| 12   | Adrijan Bernetič     | Tomos       | 1 Vuelta |      |
| 13   | Jerome van Haeltert  | Kreidler    | 1 Vuelta |      |
| 14   | Luigi Rinaudo        | Tomos       | 1 Vuelta |      |
| 15   | Nevio Paliska        | Tomos       | 1 Vuelta |      |
| 16   | Pentti Salonen       | Puch        | 1 Vuelta |      |
| 17   | Boja Miklos          | Tomos       | 1 Vuelta |      |
| 18   | Boris Marusa         | Kreidler    | 1 Vuelta |      |
| 19   | Gianni Ribuffo       | UFO         | 1 Vuelta |      |
| 20   | Vilko Sever          | Kreidler    | 1 Vuelta |      |
| 21   | Günter Maussner      | Kreidler    | 1 Vuelta |      |
| Ret  | Pierre Audry         | ABF         | Ret      |      |
| Ret  | Hans-Jürgen Hummel   | Kreidler    | Ret      |      |
| Ret  | Lars Persson         | Penningsson | Ret      |      |
| Ret  | Ludwig Fassbender    | Kreidler    | Ret      |      |
| Ret  | Harald Bartol        | Kreidler    | Ret      |      |